# 沙·馬哈茂德·努爾·查希
沙·馬哈茂德·努爾·查希（英語：Sha Mahmood Noor Zahi，1991年3月21日—）是阿富汗男子田徑運動員。在獲得奧運獎學金後，努爾·查希被世界田徑總會選中，並代表阿富汗參加2020年夏季奧林匹克運動會。爾後留在大牟田市，他參加了男子100公尺預賽。查希在男子100公尺預賽以11.04的成績排名小組第7因而無緣晉級，但是創造了新的國家紀錄。
查希獲得了2024年巴黎奧運的參賽資格，他在預賽排名第四名，距離晉級僅差一位，並將他的全國紀錄縮短至10.64。